# アドリアン・サンブラーノ
アドリアン・アレハンドロ・サンブラーノ・ロンドン（Adrián Alejandro Zambrano Rondón , 2000年5月21日 - ）は、ベネズエラ・スリア州マラカイボ出身のプロサッカー選手。プリメーラ・ディビシオン・デ・ベネズエラのスリアFCに所属している。ポジションはDF。

## 来歴
2012年に地元のスリアFCのユースチームに入団し、2016年にトップチームに昇格。同年8月24日の国内カップ戦コパ・ベネズエラのヤラクヤーノスFC戦で、16歳でプロデビュー。翌月の国内リーグ戦のデポルティーボ・ペタレFC戦で、リーグ戦デビュー。同年シーズンは、カップ戦優勝を経験。翌2017年シーズンはリーグ戦8試合に出場した。

## 代表歴
2017年にチリで開催された南米U-17選手権に、U-17ベネズエラ代表として出場。同年11月にはU-20代表にも選出されている。